# Thou (band)
Thou was een band uit Gent. In 1999 kwam hun eerste cd Hello In This Sun uit. Intussen volgden er nog 3 cd's, waaronder de meest bekende I like girls in Russia, evenals Put us in tune (2000) geproduceerd door John Parish. In de zomer van 2007 begonnen ze met een nieuw project dat This is not a record heet. Door hun nummers via internet te verspreiden wilden ze de kloof tussen de fans en de band door het lange wachten dichten. 
Thou zorgde voor de muziek in de productie De Drumleraar van Theater Zuidpool (1999; met onder meer Marijke Pinoy, geregisseerd door Koen De Sutter en geschreven door Arne Sierens)
Thou speelde onder meer op Pukkelpop (2002 en 2004), Rock Werchter (2004) en Marktrock (2004).

## Bandleden
- Does De Wolf: zang, toetsen
- Bart Vincent: zang, gitaar
- Pim De Wolf: gitaar
- Bart Depoortere: basgitaar
- Lennert Jacobs: drums

Voorheen drumde Micha Vandendriessche bij Thou, maar nu drumt hij bij Satellite City en leidt de cabaretfanfare 't Schoon Vertier.
Kurt De Vylder was drummer van 1996 tot 2001 en speelde op "Une Poupée Pour M'Amuser" (EP/1997), "Hello In This Sun" en "Put Us In Tune".

## Trivia
Does en Bart waren voor de oprichting van Thou reeds een koppel. De band valt uit elkaar als het koppel uit elkaar gaat. 

## Discografie
- Hello In This Sun (1999/BRINKMAN)

- Put Us In Tune (2000/PIAS)

```
 1. kids do ride

 2. weak lady
 3. perverts
 4. soon daladies
 5. amuse
 6. c'est moi
 7. plasticine
 8. panic breaks
 9. up to me
10. calling me
11. london
12. cool
13. colour the sun
14. okeh
15. before we get lovers
```

- Elvis or Betty Boop (2002/THOU MUSIC)

```
 2. Elvis or Betty Boop
 3. Don't Ask
 4. Yeah! Yeah!
 5. The Girl She Was
 6. Moods
 7. Slow Down
 8. Sorry
 9. Speakers
10. Dance Floor
11. Go Away
12. Special Sundays
13. Fallen Stars
14. View-master
```

- I like girls in Russia (2003/HA' RECORDS)

```
 1. Can't get
 2. I won't go to Nashville
 3. Scotty
 4. Roam
 5. Lovely Joe
 6. Kickin'
 7. Breakin' up the heart of a girl
 8. Love passion
 9. No love
10. Dizzy daydream
11. Affection
```

- This is not a record (2007)

```
 1. Cold cold heart
 2. Leaving this town
 3. Cramps
 4. Not like Beatles
 5. Meet me in the sun
 6. I feel great
 7. Strangelove
 8. The girl she was
 9. Caribou
10. Nobody's fault but my own
11. Sonicpop
12. Never see u back
13. Lonely clown
14. Bye, bye love
```